# August Rush
 (juillet 2013).
Améliorez-le ou discutez des points à vérifier. 
Pour plus de détails, voir Fiche technique et Distribution.
August Rush est un drame musical américain réalisé par Kirsten Sheridan sorti en 2007.

## Synopsis
Peu importe qu'il ait grandi dans un orphelinat : Evan Taylor (Freddie Highmore) est persuadé que ses parents Lyla (Keri Russell) et Louis (Jonathan Rhys-Meyers) n'ont jamais voulu l'abandonner. Doté d'un talent inné pour la musique, Evan y voit même le moyen de retrouver ceux qui l'ont mis au monde : il est sûr que ses parents, s'ils entendent la rhapsodie qu'il a composée pour eux, sauront le reconnaître au travers de sa musique.
La mère d'Evan, Lyla Novacek, est une célèbre violoncelliste. Son père, Louis Connelly, est chanteur et guitariste d'un groupe de rock. Ils se rencontrent une nuit, sur un toit, en suivant un air de musique, que fredonne un inconnu. Après la nuit passée ensemble, ils se quittent au matin, se promettant néanmoins de se retrouver. Mais le père de Lyla s'y oppose, l'obligeant à partir loin de lui. À mesure que les mois passent, son ventre s'arrondit. Louis n'en saura rien. Un soir au restaurant avec son père, elle se dispute avec lui et sort en trombe de l'établissement sans prendre garde à la circulation. Elle se fait alors renverser et est admise d'urgence à l'hôpital. À son réveil, son père lui apprend qu'elle a perdu son bébé, qu'il n'a pas survécu. Onze ans plus tard, alors que Louis et Lyla ont tous deux arrêté la musique, le père de cette dernière (après avoir été hospitalisé à la suite d'une attaque) lui avoue qu'il a placé son petit-fils dans un orphelinat en imitant sa signature et lui faisant croire à sa mort.
Lyla décide aussitôt de le retrouver. « S'ils ne nous retrouvent pas, alors ce sera à nous de les trouver » dit-il à un ami orphelin tout comme lui. Alors Evan décide de fuguer de l'orphelinat, il découvre la musique dans la rue, où il rencontre Maxwell « Wizard » Wallace (Robin Williams) qui lui donne le pseudo d'August Rush, et après quelques rencontres, participe à un grand concert symphonique devant des milliers de personnes à Central Park, à New York.
Durant ces périples, Evan apprend la musique : la guitare, le piano et devient chef d'orchestre pour diriger sa propre composition.
Son rêve se réalise quand ses parents se retrouvent miraculeusement à son concert, ayant reconnu sa musique.

## Fiche technique
- Titre : August Rush
- Réalisation : Kirsten Sheridan
- Scénario : Nick Castle, James V. Hart, Paul Castro
- Direction artistique : Mario Ventenilla
- Décors : Michael Shaw
- Costumes : Frank L. Fleming
- Photographie : John Mathieson
- Son : Jeff Rosen
- Montage : William Steinkamp
- Musique : Mark Mancina, Hans Zimmer, Jamal Joseph, Kaki King, Charles Mack, Tevin Thomas et Johann Sebastian Bach (Une orchestration du Prélude de sa Partita pour violon seul en mi majeur constitue la première partie de la August Rhapsody in C major).
- Production : Richard Barton Lewis
  - Production exécutive : Robert Greenhut, Ralph Kamp, Louise Goodsill, Miky Lee, Lionel Wigram
- Sociétés de production : Warner Bros, Odyssey Entertainment, CJ Entertainment
- Sociétés de distribution : Warner Bros (USA), EuropaCorp Distribution (France)
- Budget : 25 000 000 USD[1]
- Format : Couleurs – 2,35:1 –
- Pays de production :  États-Unis
- Langue : anglais
- Durée  : 113 minutes
- Dates de sortie :
  - États-Unis : 21 novembre 2007
  - France : 19 mars 2008

## Distribution
- Freddie Highmore (VF : Elias Greck, VQ : François-Nicolas Dolan) : Evan Taylor / August Rush
- Keri Russell (VF : Céline Ronté, VQ : Mélanie Laberge) : Lyla Novacek
- Jonathan Rhys-Meyers (VF : Damien Ferrette, VQ : Tristan Harvey) : Louis Connelly
- Robin Williams (VF : Michel Papineschi, VQ : Luis de Cespedes) : Maxwell « Wizard » Wallace
- Terrence Howard (VF : Bruno Henry, VQ : Gilbert Lachance) : Richard Jeffries
- William Sadler (VF : Michel Favory, VQ : Alain Zouvi): Thomas Novacek
- Alex O'Loughlin (VF : Alexis Victor, VQ : Louis-Philippe Dandenault) : Marshall Connelly
- Aaron Staton (VF : Jean-Marie Rollin, VQ : Nicolas Charbonneaux-Collombet) : Nick
- Jamie O'Keefe : Steve
- Jamia Simone Nash (VF : Alice De Vitis, VQ : Juliette Mondoux) : Hope Jamia
- Ronald Guttman (VF : Bernard Crombet) : le professeur
- Mykelti Williamson (VF : Jean-Michel Martial, VQ : Thiéry Dubé) : Reverend James
- Becki Newton : Jennifer
- Tyler McGuckin : Peter
- Megan Gallagher : Megan
- Leon Thomas III (VF : Virgil Leclaire, VQ : Romy Kraushaar-Hébert) : Arthur
- Marian Seldes (VF : Nita Klein, VQ : Johanne Garneau) : La Doyenne Alice MacNeil
- Bonnie McKee (VF : Marie Donnio) : Lizzy

Photos des acteurs
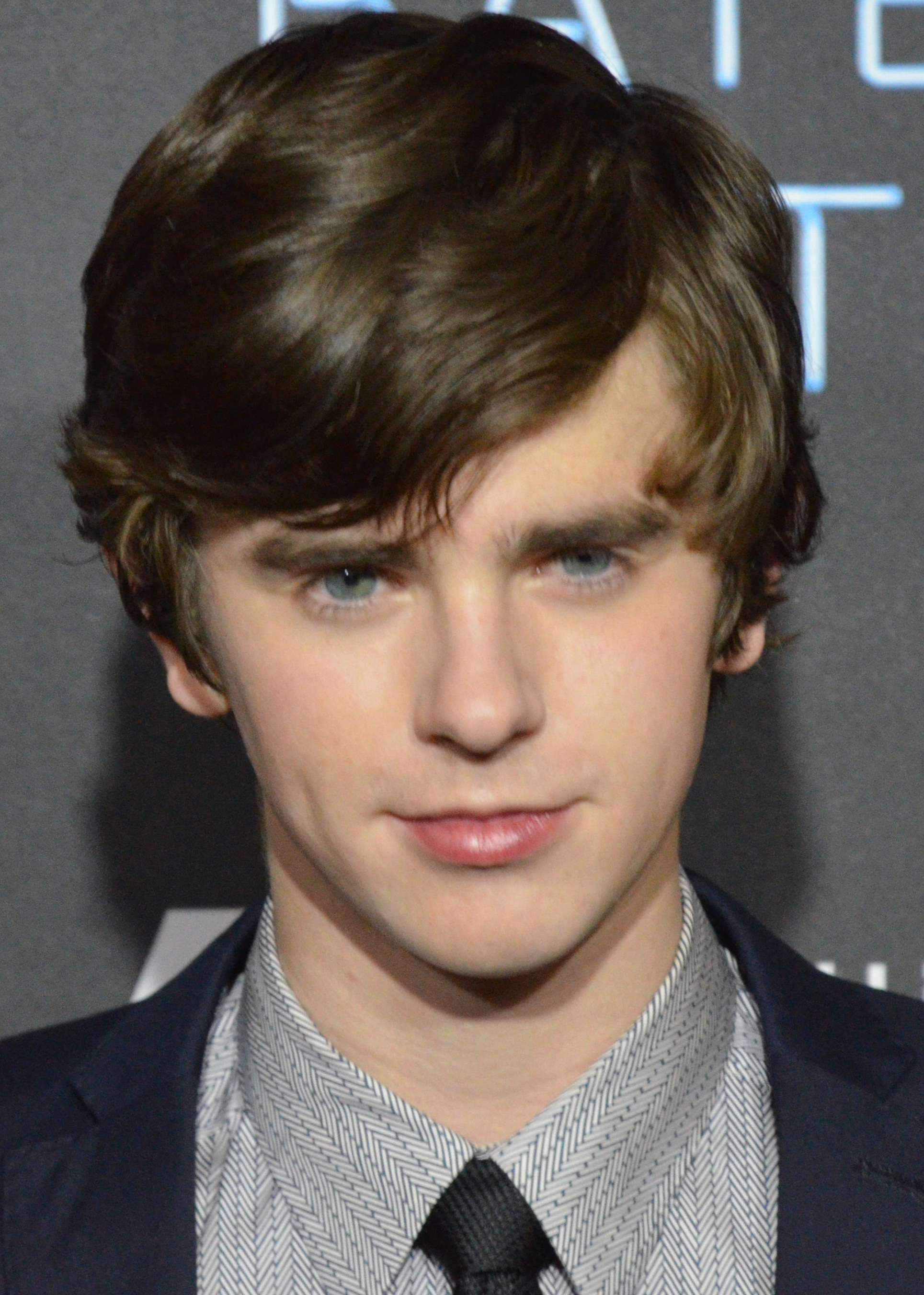
Freddie Highmore
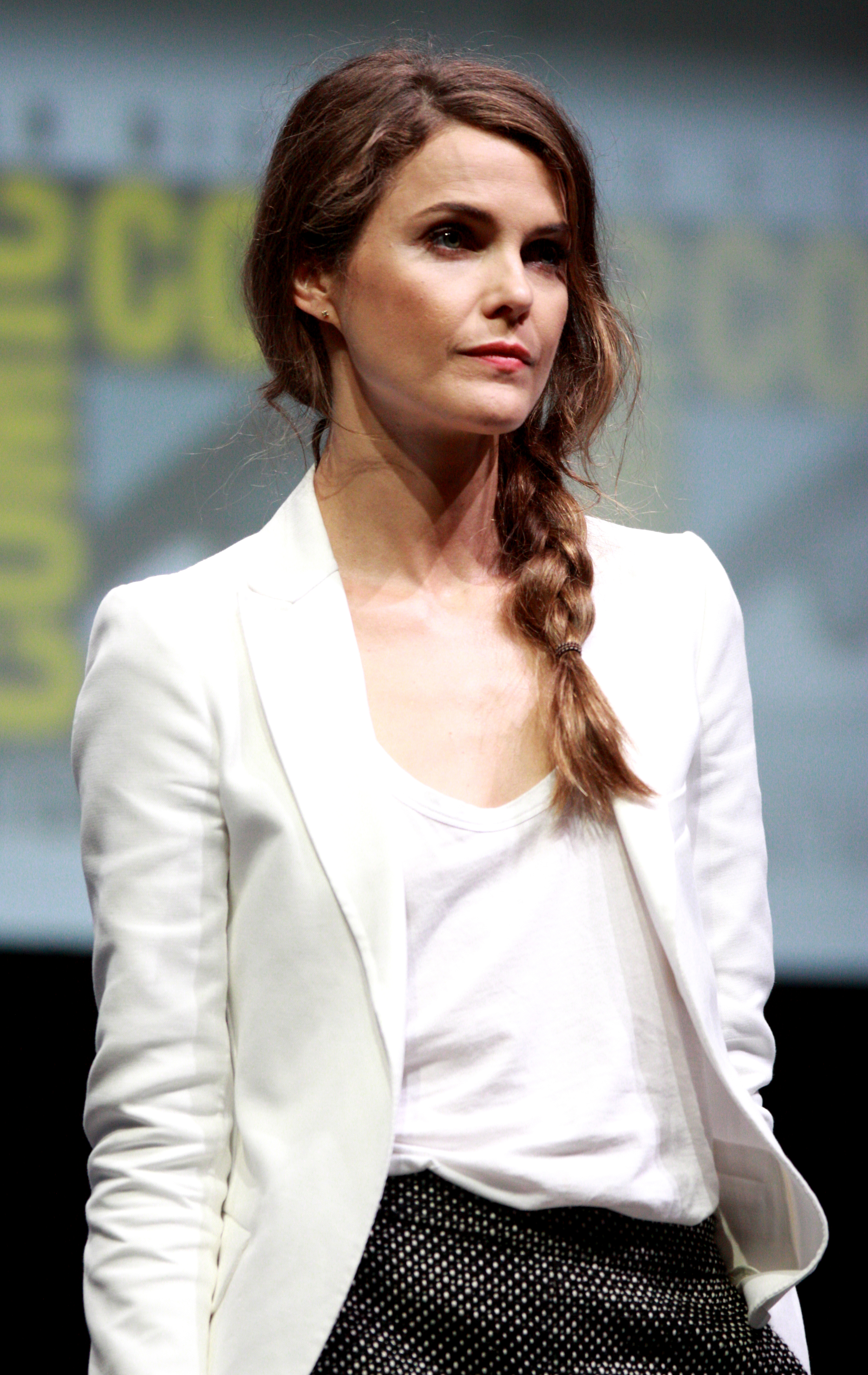
Keri Russell
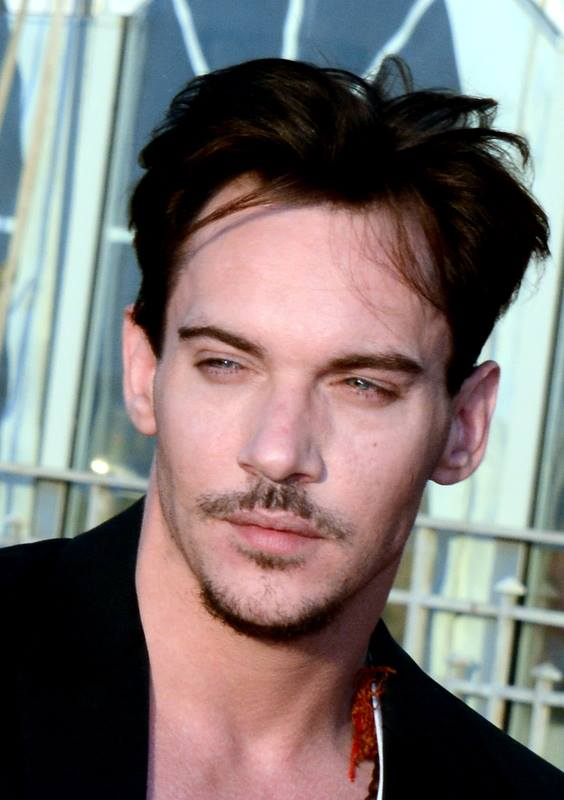
Jonathan Rhys-Meyers
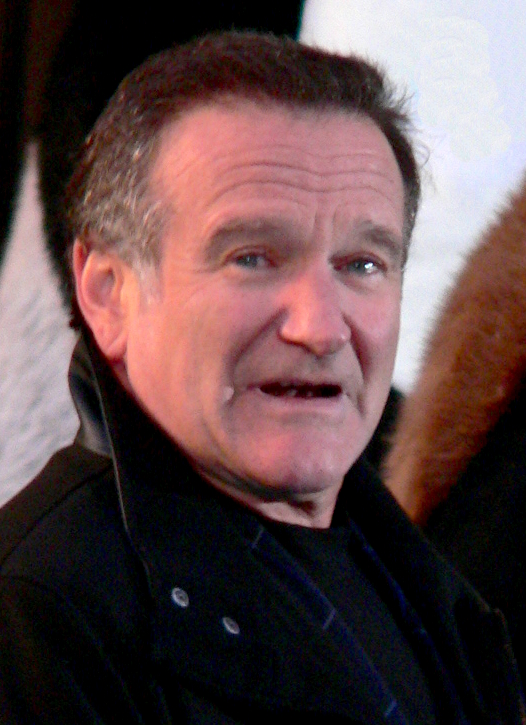
Robin Williams
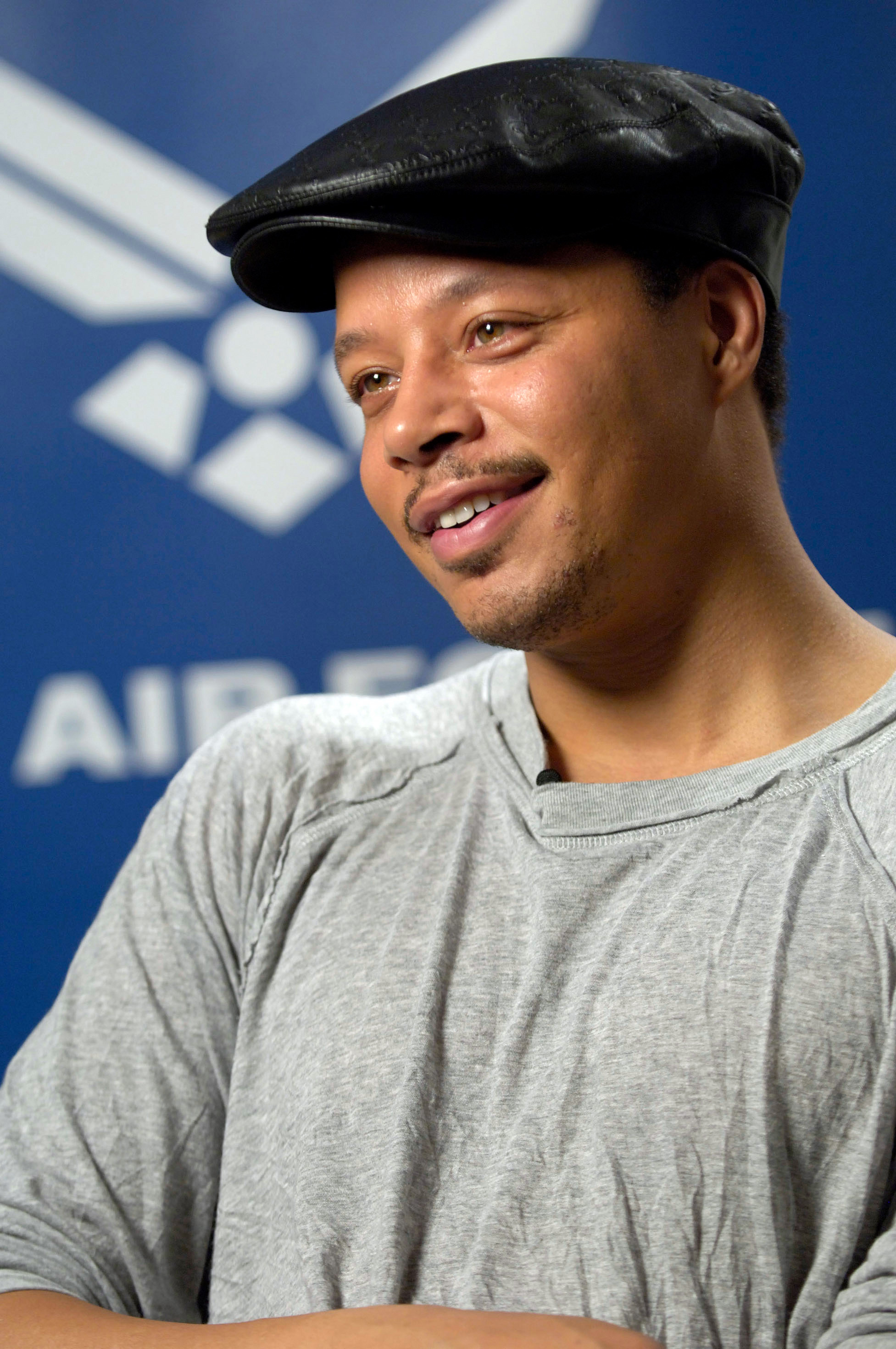
Terrence Howard
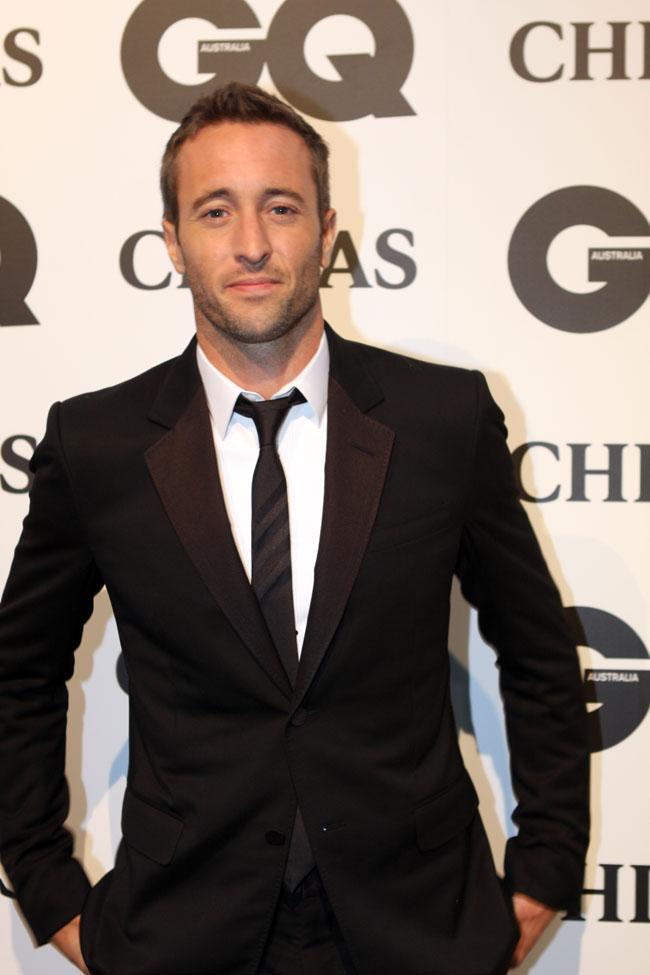
Alex O'Loughlin
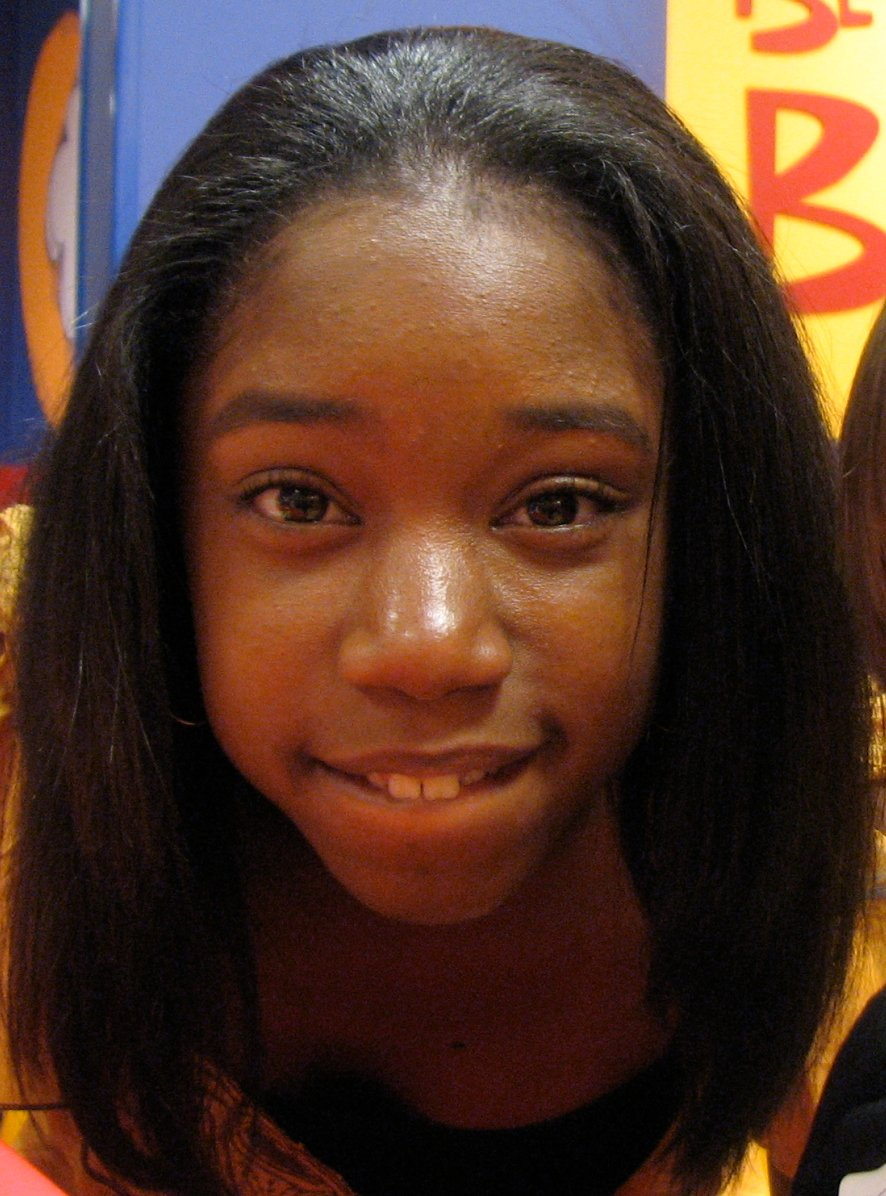
Jamia Simone Nash

## Musique
Le thème original a été écrit par Mark Mancina et Hans Zimmer. Les chansons chantées par Louis sont interprétées par Jonathan Rhys-Meyers. Sur l'album, on retrouve notamment les performances de Kaki King et autres.
Titres :
- 01 - Main Title
- 02 - Bach / Break
- 03 - Moondance, composée par Van Morrison, interprétée Jonathan Rhys-Meyers
- 04 - This Time, écrite par Chris Trapper, interprétée par Jonathan Rhys-Meyers
- 05 - Bari Improv, écrite par Mark Mancina et Kaki King, interprétée par Kaki King
- 06 - Ritual Dance, écrite par Michael Hedges, interprétée par Kaki King
- 07 - Raise It Up, écrite par Impact Repertory Theatre, interprétée par Jamia Simone Nash and Impact Repertory Theatre
- 08 - Dueling Guitars, écrite par Heitor Pereira, interprétée par Heitor Pereira et Doug Smith
- 09 - Elgar / Something Inside
- 10 - August's Rhapsody, composée par Mark Mancina
- 11 - Someday, composée par J. Stephens, interprétée par John Legend
- 12 - King Of The Earth, composée et interprétée par John Ondrasik
- 13 - God Bless The Child, composée par Arthur Herzog, Jr. and Billie Holiday, interprétée par Chris Botti et Paula Cole
- 14 - La Bamba, composée par Leon Thomas III
- 15 - Moondance

## Récompense
En 2008, la chanson Raise It Up (en), co écrite par Tevin Thomas, Jamal Joseph, Charles Mack a été nommée aux Oscars dans la catégorie « Meilleure chanson de film ».
En 2009, la bande originale du film a été nommée aux Grammy Award.

## Adaptation
En novembre 2014, il a été annoncé que Mark Mancina et Glen Berger adapteraient le film en comédie musicale jouée à Broadway.